# Old Harbor
Old Harbor è una città degli Stati Uniti d'America, situata nel Borough di Kodiak Island, nello Stato dell'Alaska.